# Sit pardalenc de Le Conte
El sit pardalenc de Le Conte (Ammospiza leconteii) és una espècie d'ocell migratòria de la família dels passerèl·lids. Es distribueix al Canadà i els Estats Units.

## Descripció
És un petit pardal les parts dorsals del qual són de color marró fosc i clar; el pit és marró clar i el ventre és blanc, amb fines ratlles en els costats. El cap és gros i pla amb un casquet fosc dividit en el centre per una ratlla clara. La cara és color taronja amb un pegat gris en cada galta. El bec és relativament gros, fosc i la cua és curta.
Tan mascle com femella tenen mides semblants, fa uns 12cm de longitud, uns 18cm d'envergadura i pesa entre 12 i 16 g
El sit pardalenc de Le Conte se sol confondre amb altres ocells petits, com ara el sit pardalenc de Nelson (Ammospiza nelsoni), el sit pardalenc saltamartí (Ammodramus savannarum), el sit pardalenc de Henslow (Centronyx henslowii), el sit pardalenc d'aiguamoll (Ammospiza caudacuta) i el sit pardalenc de Baird (Centronyx bairdii).

## Hàbitat
En època reproductiva, l'hàbitat predilecte són àrees de pastures al Canadà (des del centre del país fins a la província de Quebec) i en el nord-centro dels Estats Units. El niu és una tassa oberta construïda entre pastura seca o bé directament sobre el sòl.
Migra relativament tard a la tardor i a principis de la primavera, amb un màxim de pas a moltes zones durant els mesos d'octubre, març i abril. Rarament es desplaça cap a la costa atlàntica o del Pacífic, sobretot a la tardor.
S'alimenten en el sòl, principalment d'insectes i llavors.

## Comportament
El sit pardalenc de Le Conte és extremadament amagadís i passa gairebé tot el seu temps sota cobert d'una densa vegetació. Quan emergeixen, rarament volen més de mig o un metre per sobre de l'herba i tornen a baixar. Com que es veu tan poques vegades, encara hi ha moltes llacunes en el coneixement sobre el sit pardalenc de Le Conte.
A les zones de reproducció, els nius sovint s'agrupen l'un a prop de l'altre en zones d'hàbitat adequat. Els mascles canten des de perxes cobertes i de vegades canten en vol. Les parelles són socialment monògames, però no se sap amb quina freqüència s'aparellen els individus fora de la parella. Sembla que també mantenen territoris a l'hivern tot i que la seva densitat és més alta (i territoris més petits) que a les zones de cria. Els nius solen ser molt difícils de trobar i els individus s'identifiquen més sovint pel cant que per la vista. Una enquesta va posar de manifest aquest fet ja que els participants havien identificat 86 mascles pel cant, però només 8 d'aquests mascles per la vista. Per la mateixa raó, molt pocs han estat capturats mai. Entre 1967 i 1984, només 355 ho van ser i cap va ser mai capturat de nou.
El cant és un agut «tik» seguit d'un xiuxiueig similar al del pardal de Nelson (Ammospiza nelsoni).

### Vocalitzacions
El cant del mascle s'assembla al brunzit d'una llagosta amb una nota introductòria breu i cruixent i que acaba amb un petit xiulet. Sovint es descriu com a «tika-zzzzzzzzzzzz-tik» mentre que el reclam és un «tsip» breu. Es confon més sovint amb el cant del sit pardalenc de Nelson. El mascle generalment canta des d'un lloc amagt, però també se'l pot veure cantant des de la part superior de les tiges d'herba que sobresurten, o ocasionalment al vol.

### Dieta
A l'estiu la dieta és majoritàriament d'insectes com corcs, cicadèl·lids, escarabats, els pudents, erugues, arnes i aranyes. Durant l'hivern, la dieta principal consisteix en llavors de gramínies i males herbes, herba de l'Índia, cua de guillaentre altres.

### Reproducció
L'aparellament pot començar aviat, a finals d'abril, però el pic màxim és a mitjans de maig. La posta oscil·la entre dos i sis ous, sent quatre els més comuns. La incubació la fa únicament la femella, encara que ambdós pares ajuden en l'alimentació. La incubació dura una mitjana d'11 a 13 dies. Les cries són altricials amb taques de color marró apagat. Les parelles tindran una o dues cries per any. A causa de la naturalesa amagadissa d'aquest ocell se sap poc sobre el període entre l'eclosió i l'emplomada.

### Niu
El nius el construeix la femella i té forma de copa, fets d'herbes fines i folrats d'herba suau i pèl. Normalment s'adhereix a herbes o juncs i estan construïts sobre o prop del terra. Sovint, els nius són parasitats pel vaquer capbrú (Molothrus ater).

### Ous
Els ous amiden 18x14 mm de llarg i tenen forma el·líptica. Són blancs amb tons verds, grisos o blaus; coberts de petits punts marrons, amb taques generalment agrupades prop de l'extrem ample de l'ou.

## Taxonomia
En un principi, el sit pardalenc de Le Conte es va incloure en el gènere Ammodramus però una filogènia molecular dels grups relacionats va identificar aquest gènere com a polifilètic i va recomanar que el grup fos dividit. Aquesta espècie pertany al clade del gènere Ammospiza que inclou A. maritima, A. nelsoni i A. caudacuta, que són els pardals amants del sòl que prefereixen quedar-se en herbes altes i espesses a posar-se als arbres. Des del juliol de 2020 que s'accepta aquesta divisió.
Hi ha hagut un cas registrat d'un sit pardalenc de Le Conte que es va hibridar amb un sit pardalenc de Nelson, el juny de 1949 a Ontario, Canadà.
El sit pardalenc de Le Conte va ser descrit per primera vegada per John Latham l'any 1790, però el 1844 va ser quan va rebre un nom binomial vàlid per part de John James Audubon. Va escriure: "He posat el nom d'aquesta interessant espècie en honor al meu jove amic Doctor Le Conte, fill del major Le Conte, ben conegut entre els naturalistes i que, com el seu pare, està molt lligat a l'estudi de la història natural".